# Marie Misamu
Marie Misamu, de son vrai nom Marie Misamu Ngolo, fut une chanteuse de gospel de la République démocratique du Congo. Elle est née le 16 novembre 1974 à Kinshasa et morte le 16 janvier 2016 dans la même ville.

## Biographie

### Enfance, formation et débuts
Fille de Gerard Ngolo Ndombasi et de Sophie Batekila originaires de la province du Kongo central, Marie Misamu est issue d'une famille de huit enfants dont elle fut la septième.
Marie commence à chanter dès l'âge de 11 ans. Après l'école, ses amis se réunissaient autour d'elle pour l'entendre chanter. Elle développe ensuite le style gospel aux côtés de l'évangéliste Debaba d'où elle participe à l'album du frère Debaba (Musamaliya) ; puis en featuring avec Debaba, c'est la sortie de l'album Nazhirea, Who's that girl en 1998.
C'est avec cet album que Marie Misamu commence à se faire un nom et connaît le succès. Mais c'est en 2004 qu'elle s'impose comme une chanteuse populaire congolaise de référence, avec la sortie de l'album Mystère du voile. 
En 2008, elle sort l'album Mystère du Voile (Volume 2) où on peut trouver des chansons comme : Salela ngai bikamwa, Masolo ya kati, Associé, etc. Puis, elle fait des collaborations avec d'autres artistes musiciens chrétiens comme Charles Mombaya et continue à faire des concerts en Afrique et en Europe.
Puis, elle ne sort plus d'album jusqu'en 2014, année où sort Mystère du Voile, Volume 3: La Résurrection, dans lequel elle chante avec sa fille Ruth Misamu sur la chanson : Résurrection.
Les titres ayant un clip tiré de son dernier album sont Saison, Reconnaissance et Nzambe ya ba défis.
Sa voix, son répertoire, son style, son talent multiforme l'ont fait connaître bien au-delà des frontières du Congo RDC. L'historien français Sébastien Fath voit en elle "une grande pionnière" de cette "nouvelle histoire du Gospel africain qu'il faudra un jour écrire".
À la surprise générale, âgée de 41 ans, elle meurt le 16 janvier 2016 d’un malaise cardiaque à la suite d'une retraite de prière. Sa disparition suscite une grande émotion populaire. Une note de l'Institut Français des Relations Internationales souligne que le décès de la "célèbre chanteuse de musique  chrétienne" donne un exemple saisissant de la vitesse avec laquelle les "masses  peuvent  se  mobiliser" à Kinshasa. 
Plusieurs artistes et politiques ont réagi sur les réseaux sociaux après la mort de Marie-Misamu notamment l'artiste musicien Franck Mulaja, qui a salué  la mémoire d'une femme qui "consacré sa jeunesse au Seigneur". Aubin Minanku, le président de l'assemblée nationale à l'époque, avait présenté ses condoléances, à travers un tweet, à la famille de la chanteuse. 
On lui doit 8 albums solo : Nazhirea -Vallée ya bacca -Ma prière -Béatitudes -Mystère du voile 1 -Mystère du voile 2 -Face B Elonga (100% Adorations) -Mystère du voile 3 la résurrection.  
En plus de la musique, elle fut styliste, modéliste, couturière et décoratrice. Elle a aussi participé à un film "Les habits neufs du gouverneur" où elle donne la réplique à Felix Wazekwa  et aux théâtres du groupe Cinarc dont elle travailla avec Caleb Tukebana "Le Feu Dévorant" dévoilé en 2003, "Sadakama" et "Ba Maman Bokilo" dévoilés en 2015. 
En la mémoire de l'artiste, sa fille unique, Ruth Misamu, chante en son honneur. À l'occasion du cinquième anniversaire de la mort de l'artiste, sa fille a organisé, le 16 janvier 2021, un concert live sur YouTube dénommée "Héritage", durant lequel les chansons de Marie Misamu ont été chantées .